# U.S. Soccer Development Academy
Die U.S. Soccer Development Academy war eine US-amerikanische Fußballserie im Nachwuchsbereich.

## Geschichte
Die Liga wurde 2007 gegründet und umfasste verschiedene Nachwuchsmannschaften, darunter unter anderem verschiedene Franchises der Major League Soccer und der United Soccer League. Innerhalb der Serie gab es Meisterschaften für verschiedene Altersklassen. Ziel war die Talentausbildung insbesondere auch anhand eines regelmäßigen kompetitiven Spielbetriebs. Lag der Fokus zunächst auf dem Jungenfußball, wurde später auch der Wettbewerb auf den Mädchenbereich ausgeweitet. n: U-12, U-13, U-14, U-15/16 und U-17/18. Die Academy war gerade dabei, ihr Programm um eine Girls’ Development Academy zu erweitern, die 74 Clubs umfasste und im Herbst 2017 startete. Im Frühjahr 2020 wurde aufgrund finanzieller Schwierigkeiten als Folge der COVID-19-Pandemie der Geschäftsbetrieb eingestellt.
Etliche Akademie-Teilnehmer schafften es in den Profibereich. Alumni wie Kellyn Acosta, Alphonso Davies, Giovanni Reyna oder Christian Pulisic schafften es nicht nur in die jeweiligen Nationalmannschaften, sondern nahmen auch an Kontinental- bzw. Weltmeisterschaftsendrunden teil.